# Norbert Heßling
Norbert Heßling (* 8. August 1952) ist ein ehemaliger deutscher Fußballspieler.

## Karriere

### Vereine
Heßling kam zur Saison 1971/72 vom SuS Neuenkirchen in die erste Mannschaft des FC Schalke 04 und gehörte dieser bis Saisonende 1972/73 an. Sein einziges Pflichtspiel bestritt er am 19. August 1972 im Rahmen des DFB-Ligapokal-Wettbewerbs; er kam in der Vorrunde im Spiel der Gruppe 4 beim 4:1-Sieg im Rückspiel gegen den VfL Bochum mit Einwechslung für Klaus Beverungen in der 65. Minute zum Einsatz.
Mit Wechsel zum SC Viktoria Köln zur Saison 1973/74 kam er für diesen in der seinerzeit zweitklassigen Regionalliga West in 20 Punktspielen zum Einsatz. Er debütierte am 12. August 1973 (1. Spieltag) bei der 1:3-Niederlage im Heimspiel gegen Alemannia Aachen; sein einziges Tor erzielte er am 28. Oktober 1973 (13. Spieltag) beim 2:2-Unentschieden im Heimspiel gegen die DJK Gütersloh mit dem Treffer zum Endstand in der 50. Minute.

### Nationalmannschaft
Heßling bestritt für die DFB-Jugendauswahl „A“ drei Länderspiele. Sein Debüt als Nationalspieler gab er am 17. Januar
1971 beim 3:1-Sieg über die Auswahl Frankreichs im Wettbewerb um den Atlantik-Pokal in Las Palmas. An selber Stätte wurde er auch am 20. Januar beim 1:0-Sieg über die Auswahl der Niederlande eingesetzt. Bei der Teilnahme am UEFA-Juniorenturnier in der Tschechoslowakei kam er einzig am 24. Mai 1971 in Frýdek-Místek bei der 2:4-Niederlage gegen die Auswahl Griechenlands zum Einsatz.